# Tunnband

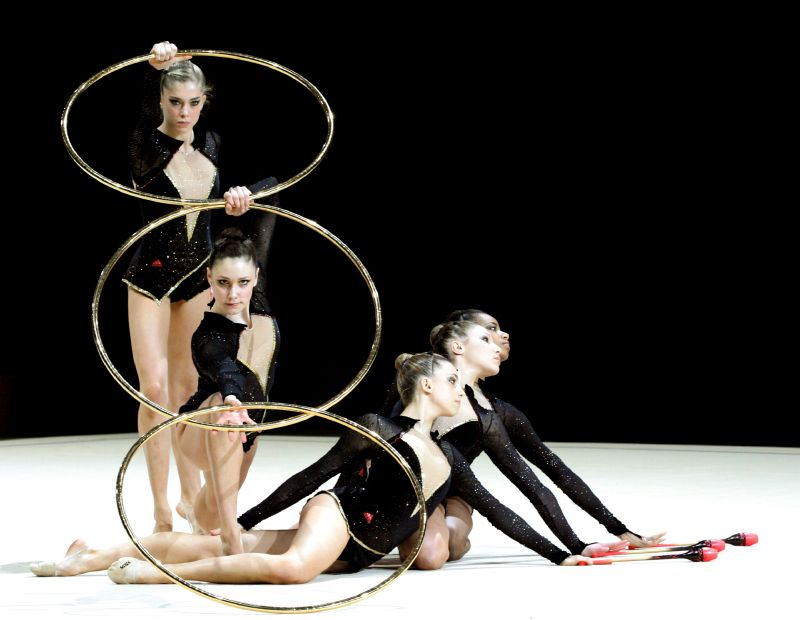
Gymnaster som tävlar med tunnband

Ett tunnband är ursprungligen ett band av metall eller vidjor som håller samman en tunna.

## Inom lek och idrott
Tunnband kallas också ett redskap som används i rytmisk gymnastik (tidigare rytmisk sportgymnastik).
Tunnband ser nästan ut som en rockring (förutom att den är lite större, tjockare, och mindre böjbar) och används även som leksak.